# SANS
Il SANS Institute (SysAdmin, Audit, Networking, and Security) è una organizzazione dedita a fornire educazione informatica ed addestramento in materia di sicurezza informatica. È stata fondata nel 1989. Nella loro strutturazione originale, le Conferenze di SANS erano simili alla maggior parte delle conferenze tecniche tradizionali: incontri per presentazioni cartacee. Dalla metà degli anni novanta, si sarebbero evolute in un forum di istruzione su argomenti di sicurezza e audit. La maggior parte dell'istruzione disponibile è focalizzata al raggiungimento di una delle numerose certificazioni di sicurezza GIAC.
SANS mantiene i seguenti siti Web:
- Internet Storm Center
- GIAC Security Certification, su giac.org.
- S.C.O.R.E. (Security Consensus Operational Readiness Evaluation), su sans.org.

I docenti SANS hanno contribuito alla redazione di molti libri sulla sicurezza:
- Hackers Beware: The Ultimate Guide to Network Security (ISBN 0735710090)
- Hiding in Plain Sight: Steganography and the Art of Covert Communication (ISBN 0471444499)
- Inside Network Perimeter Security: The Definitive Guide to Firewalls, Virtual Private Networks (VPNs), Routers, and Intrusion Detection Systems (ISBN 0735712328)
- Malware: Fighting Malicious Code (ISBN 0131014056)
- Network Intrusion Detection (ISBN 0735712654)
- Network Intrusion Detection: An Analyst's Handbook (ISBN 0735710082)